# Свиренко Дмитро Онисифорович
Дмитро Онисифорович Свиренко (24 жовтня (5 листопада) 1888 — 26 жовтня 1944)  — український ботанік, альголог, гідробіолог, член-кореспондент АН УРСР.

## Біографія
Д. О.  Свиренко народився 24 жовтня (5 листопада) 1888 року  в селі Новий Мерчик Харківської губернії. У 1912 році закінчив з золотою медаллю природниче відділення Харківського університету.
Потім вчителював у гімназії і одночасно працював у лабораторії професора Володимира Арнольді. В 1918 році, склавши магістерський іспит, переїхав до Катеринославу, де працював асистентом, доцентом, професором (1920 р.) ботаніки університету, доцентом гірничого інституту, професором педагогічного інституту.
Восени 1923 року Д. О. Свиренка обрали професором ботаніки Одеського інституту народної освіти, де він викладав до вересня 1928 року.
У 1924 році захистив дисертацію на ступінь доктора ботаніки і став керівником Ботанічного саду в Одесі.
У 1928 році був обраний директором гідробіологічної станції у Дніпропетровську (Інститут гідробіології НАН України ім. Д. О. Свиренка).
У Дніпропетровську працював спочатку професором в Інституті народної освіти, а з 1933 року — завідувачем кафедри і проректором з наукової роботи Харківського державного університету. В евакуації у 1941—1944 роках працював професором Оренбурзького сільськогосподарського та педагогічного інститутів.
У 1934 році був обраний членом-кореспондентом Академії Наук УРСР.
Помер Д. О. Свиренко 26 жовтня 1944 року в Оренбурзі.

## Наукова робота
Наукові праці присвячені систематиці та географії зелених джгутикових і енгеленових водоростей, вивченню розвитку окремих  гідробіонтів і водних біоценозів в залежності від умов зовнішнього середовища.
Під час роботи в Одеському ботанічному саду вчений сформував альгологічну школу. Під його керівництвом вивчалися водорості, переважно прісноводні, що розповсюджені у Дністрі, Інгулі, Інгульці, їх екологія і систематика. В біологічному гуртку при кафедрі морфології і систематики рослин вивчали зібраний у Криму у 1923—1924 роках матеріал. За  сприянням  Д. О. Свиренка поширювалися наукові зв'язки Одеського ботанічного саду з різними установами СРСР і закордонними, обмін насінням і живими рослинами, поповнювались колекції.

## Праці
- Микрофлора стоячих водоемов. — Ч. 3: Вымирание планктона. — Харьков- Екатериновслав: Всеукр. Госиздат, 1922. — 57 с.
- О планктоне нижнего Днестра и некоторых водоёмов его бассейна. — Одесса, 1926. — 40 с.
- Микрофлора стоячих водоёмов. — Ч. 2: Процесс заселения стоячих вод. — Харьков: Всеукр. Госиздат, 1929. — 49 с.